# ディレイ (音響機器)

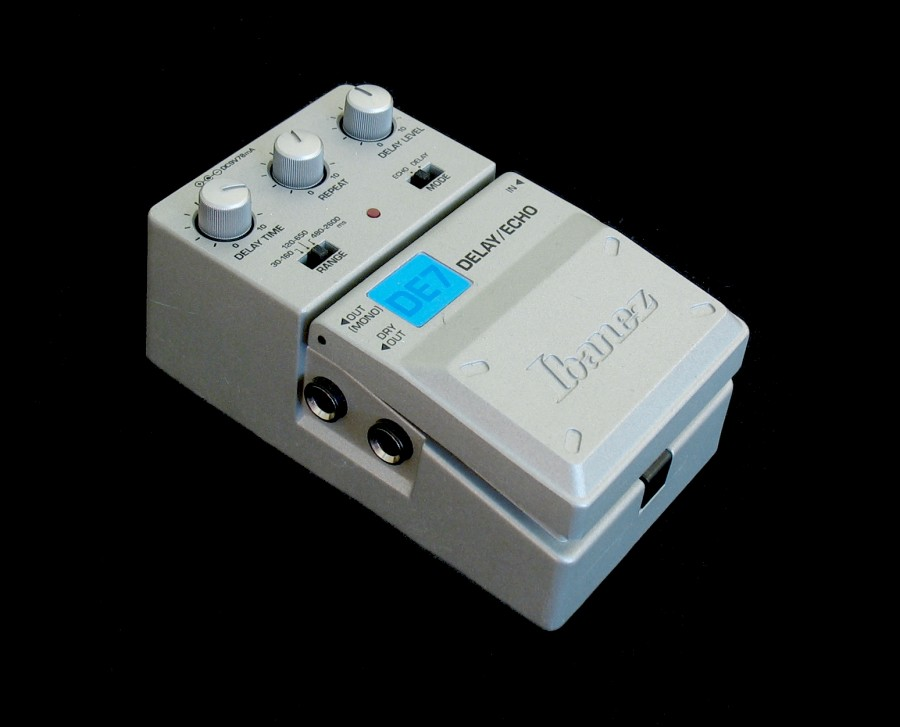
ディレイ

ディレイ（Delay）とは、反響音をシミュレートする空間系エフェクターの一種。

## 概要
初期はアナログ式はテープなどを使用したものからはじまり、遅延素子を利用したものが主流となっていった。その後はデジタル回路などをつかい、短時間ながらも原理的には実際の音声をサンプリングした音をセッティングされた時間や回数で取り出す方式がとられていた。また周波数や再生速度を変えるなどの、様々なシミュレーション機能を備えた機種も数多く存在する。
実音を数秒以上リピートできるようになると、かつてリッチー・ブラックモアやブライアン・メイが1970年代にテープエコー（または、実際の音響機器であるテープレコーダー）を改造して使用していたと言われている。
デジタルディレイの機種によっては初期反響音や残響音のシミュレートなどより細かな設定による残響シミュレートが可能である。ギターにばかりではなく、あらゆる楽器や音声に利用されている。「エコー」や「リバーブ」をシミュレートしてそれらの代用として使う場合も、反響音（エコー）、残響音（リバーブ）共に比較的実際の（元々の）音像の明確な音とはなるが、人工的な音質は否めない。操作次第では、ステレオ効果や、一度の演奏で同じ楽器を二台以上で演奏したユニゾンのように聞かせる効果も期待できる。また 一人二重奏（時には三重奏）と呼ばれる、ハーモナイズを意識した演奏方による、特殊な使用方法が持てはやされた事もあった。

## ディレイによる効果のバリエーション
ダブリング
数十msec程度のディレイを原音と同レベルでミックスすることで、1つの楽器パートがあたかも2つあるかのような効果を生み出す。
ショート・ディレイ
数十〜百数十msec程度のディレイを原音よりも小さいレベルでミックスすることで、残響が加わったような効果を生み出す。
ミックス時の使用
音に聴感上の遠近感をつける際にも利用されることも多い（バスドラムやエレクトリックベース、リードボーカルが前方、キーボードやコーラスが後方、ギターやスネアドラムが中間など）。
パブリック・アドレスでの使用
数ミリ秒のディレイを用いることでハウリングを抑える事ができる。
　デュアル時の使用